# نوکیا ۵۱۴۰
نوکیا ۵۱۴۰ یک دستگاه تلفن همراه است که توسط نوکیا در سال ۲۰۰۳ ارائه شد. این موبایل دارای یک صفحه نمایش با نور پس زمینه سفید، رادیو مدولاسیون فرکانس، آرایه نمایش تصویر، و یک پورت پاپ یواس‌بی است که در شبکه جی‌اس‌ام کار می‌کند.